# Rustam Khabilov

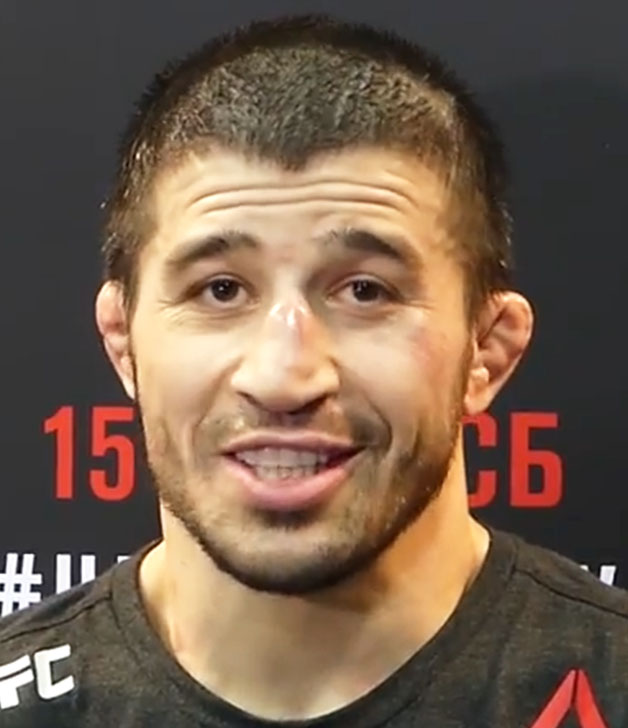

Rustam Khabilov (Russo: Рустам Хабилов) é um lutador russo de artes marciais mistas e de Campeão Russo de Sambo.
Atualmente compete no Peso Leve do Ultimate Fighting Championship.

## Carreira no MMA

### ONE Fighting Championship
Em Janeiro de 2012 foi anunciado que Khabilov assinou com o ONE Fighting Championship. Ele fez sua estréia no ONE Fighting Championship: Battle of Heroes em 11 de Fevereiro de 2012 contra o Campeão Mundial de Jiu Jitsu Brasileiro Rodrigo Ribeiro. Ele venceu por Decisão Unânime.

### Ultimate Fighting Championship
Khabilov assinou um contrato de quatro lutas com o UFC em Julho de 2012.
Em sua estréia, Khabilov enfrentou Vinc Pichel em 15 de Dezembro de 2012 no The Ultimate Fighter 16 Finale. Ele venceu a luta no primeiro round, atordoando Pichel com um suplex, finalizando com socos no chão.
Na sua segunda luta na promoção, Khabilov enfrentou o estreante do UFC e veterano do Strikeforce, Yancy Medeiros no UFC 159 em 27 de Abril de 2013. Medeiros sofreu uma lesão no dedo no primeiro round e Khabilov foi declarado vencedor por nocaute técnico.
Khabilov enfrentou Jorge Masvidal em 6 de Novembro de 2013 no UFC: Fight for the Troops 3. Khabilov venceu por decisão unânime.
Khabilov era esperado para enfrentar o brasileiro Rafael dos Anjos em 22 de Fevereiro de 2014 no UFC 170, porém, uma lesão o tirou do combate.
Agora enfrentou o ex-Campeão Peso Leve do UFC e do WEC, Benson Henderson em 7 de Junho de 2014 no UFC Fight Night: Henderson vs. Khabilov. Ele perdeu por finalização no quarto round, em uma luta que estava muito equilibrada.
Após sua primeira derrota no UFC, o russo foi colocado para enfrentar Danny Castillo em 3 de Janeiro de 2015 no UFC 182. Mas devido à problemas com o visto, foi retirado do evento.
Ele enfrentou o brasileiro Adriano Martins, em 22 de Fevereiro de 2015 no UFC Fight Night: Pezão vs. Mir, em Porto Alegre. Khabilov foi derrotado por decisão dividida.
Khabilov novamente foi escalado para enfrentar Danny Castillo em 25 de Julho de 2015 no UFC on Fox: Dillashaw vs. Barão II. No entanto, outra vez Khabilov se lesionou e foi substituído por Jim Miller.
Khabilov enfrentou Norman Parke em 27 de Fevereiro de 2016 ao UFC Fight Night 84 . [18] Ele ganhou a luta por decisão unânime. [19]
Khabilov foi tabulada como um substituto prejuízo para Rashid Magomedov para enfrentar Chris Wade em 8 de Maio de 2016 ao UFC Fight Night 87 . [20] Ele ganhou a luta por decisão unânime. [21]
Khabilov é esperado no próximo para enfrentar Reza Madadi em 3 de Setembro de 2016 ao UFC Fight Night 93 . [22]

## Cartel no MMA
| Cartel no MMA   |             |            |
| 28 lutas        | 24 vitórias | 4 derrotas |
| Por nocaute     | 4           | 0          |
| Por finalização | 5           | 1          |
| Por decisão     | 15          | 3          |

| Res.    | Cartel | Oponente              | Método                       | Evento                                  | Data       | Round | Tempo | Local                      | Notas                              |
| ------- | ------ | --------------------- | ---------------------------- | --------------------------------------- | ---------- | ----- | ----- | -------------------------- | ---------------------------------- |
| Vitória | 24-4   | Sergey Khandozhko     | Decisão (unânime)            | UFC Fight Night: Zabit vs. Kattar       | 09/11/2019 | 3     | 5:00  | Moscou                     |                                    |
| Derrota | 23-4   | Carlos Diego Ferreira | Decisão (unânime)            | UFC Fight Night: Blachowicz vs. Santos  | 23/02/2019 | 3     | 5:00  | Praga                      |                                    |
| Vitória | 23-3   | Kajan Johnson         | Decisão (dividida)           | UFC Fight Night: Hunt vs. Oliynyk       | 15/09/2018 | 3     | 5:00  | Moscovo                    |                                    |
| Vitória | 22-3   | Desmond Green         | Decisão (unânime)            | UFC Fight Night: Volkov vs. Struve      | 02/09/2017 | 3     | 5:00  | Roterdão                   |                                    |
| Vitória | 21-3   | Jason Saggo           | Decisão (unânime)            | UFC 206: Holloway vs. Pettis            | 10/12/2016 | 3     | 5:00  | Toronto, Ontario           |                                    |
| Vitória | 20-3   | Leandro Silva         | Decisão (unânime)            | UFC Fight Night: Arlovski vs. Barnett   | 03/09/2016 | 3     | 5:00  | Hamburgo                   |                                    |
| Vitória | 19-3   | Chris Wade            | Decisão (unânime)            | UFC Fight Night: Overeem vs. Arlovski   | 08/05/2016 | 3     | 5:00  | Roterdão                   |                                    |
| Vitória | 18-3   | Norman Parke          | Decisão (unânime)            | UFC Fight Night: Silva vs. Bisping      | 27/02/2016 | 3     | 5:00  | Londres                    |                                    |
| Derrota | 17-3   | Adriano Martins       | Decisão (dividida)           | UFC Fight Night: Pezão vs. Mir          | 22/02/2015 | 3     | 5:00  | Porto Alegre               |                                    |
| Derrota | 17-2   | Ben Henderson         | Finalização (mata leão)      | UFC Fight Night: Henderson vs. Khabilov | 07/06/2014 | 4     | 1:16  | Albuquerque, New Mexico    |                                    |
| Vitória | 17-1   | Jorge Masvidal        | Decisão (unânime)            | UFC: Fight for the Troops 3             | 06/11/2013 | 3     | 5:00  | Fort Campbell, Kentucky    | Luta da Noite                      |
| Vitória | 16-1   | Yancy Medeiros        | Nocaute Técnico (lesão)      | UFC 159: Jones vs. Sonnen               | 27/04/2013 | 1     | 2:32  | Newark, New Jersey         | Medeiros sofreu uma lesão no dedo. |
| Vitória | 15-1   | Vinc Pichel           | Nocaute (slam)               | The Ultimate Fighter 16 Finale          | 15/12/2012 | 1     | 2:15  | Las Vegas, Nevada          |                                    |
| Vitória | 14-1   | Jason Dent            | Decisão (unânime)            | Pure MMA: Next Episode                  | 12/05/2012 | 3     | 5:00  | Wilkes-Barre, Pennsylvania | Peso Casado 160lbs                 |
| Vitória | 13-1   | Rodrigo Ribeiro       | Decisão (unânime)            | ONE FC: Battle of Heroes                | 11/02/2012 | 3     | 5:00  | Jakarta                    |                                    |
| Vitória | 12-1   | Nazir Kadyzhev        | Nocaute Técnico (socos)      | ProFC Grand Prix Global: Caucasus       | 26/09/2011 | 1     | 4:58  | Derbent                    |                                    |
| Derrota | 11-1   | Ruslan Khaskhanov     | Decisão (dividida)           | M-1 Selection Ukraine 2010: The Finals  | 12/02/2011 | 3     | 5:00  | Kiev                       |                                    |
| Vitória | 11-0   | Sergei Utochkin       | Finalização (chave de braço) | M-1 Selection Ukraine 2010: Round 6     | 06/11/2010 | 1     | 1:28  | Kiev                       |                                    |
| Vitória | 10-0   | Gleb Morozov          | Finalização (chave de braço) | M-1 Selection Ukraine 2010: Round 3     | 18/09/2010 | 1     | 4:46  | Kiev                       |                                    |
| Vitória | 9-0    | Andrei Balakhonov     | Finalização (chave de braço) | M-1 Selection Ukraine 2010: Round 2     | 07/05/2010 | 1     | 1:34  | Kiev                       |                                    |
| Vitória | 8-0    | Said Khalilov         | Decisão (unânime)            | M-1 Challenge: 2009 Selections 8        | 04/10/2009 | 3     | 5:00  | Moscou                     |                                    |
| Vitória | 7-0    | Gasanali Gasanaliev   | Decisão (dividida)           | M-1 Challenge: 2009 Selections 6        | 05/09/2009 | 3     | 5:00  | Makhachkala                |                                    |
| Vitória | 6-0    | Akin Duran            | Nocaute (suplex)             | M-1 Challenge 18                        | 16/08/2009 | 1     | 0:28  | Hilversum                  |                                    |
| Vitória | 5-0    | Vener Galiev          | Decisão (dividida)           | M-1 Challenge: 2009 Selections 4        | 24/06/2009 | 3     | 5:00  | São Petersburgo            |                                    |
| Vitória | 4-0    | Vladimir Papusha      | Finalização (chave de braço) | M-1 Challenge: 2009 Selections 2        | 19/04/2009 | 1     | 2:04  | São Petersburgo            |                                    |
| Vitória | 3-0    | Hamiz Mamedov         | Decisão (unânime)            | CSFU: Champions League                  | 13/09/2008 | 3     | 5:00  | Poltava                    |                                    |
| Vitória | 2-0    | Karen Grigoryan       | Decisão (unânime)            | CFF: International MMA Tournament       | 09/12/2007 | 3     | 5:00  | Tiumen                     |                                    |
| Vitória | 1-0    | Bagautdin Abasov      | Finalização (triângulo)      | Tsumada Fighting Championship 1         | 03/08/2007 | 2     | 2:14  | Daguestão                  |                                    |